# Malé Svatoňovice
Malé Svatoňovice település Csehországban, a Trutnovi járásban. Lakosainak száma 1591 fő (2024. január 1.).

## Fekvése
Malé Svatoňovice Velké Svatoňovice, Batňovice, Jívka, Rtyně v Podkrkonoší és Radvanice településekkel határos.

## Népesség
A település lakosságának változását az alábbi diagram mutatja:
| Lakosok száma | 1346 | 1725 | 1642 | 1446 | 1709 | 1526 | 1522 | 1504 | 1469 | 1591 |
|               | 1869 | 1890 | 1921 | 1950 | 1980 | 2001 | 2017 | 2019 | 2022 | 2024 |

## Nevezetes emberek
- Itt született 1890. január 9-én Karel Čapek, az egyik legnagyobb hatású 20. századi cseh író (1890 - 1938).